# Sidonie Goossens
Sidonie Goossens OBE (* 19. Oktober 1899 in Liscard, Cheshire; † 15. Dezember 2004 in Reigate, Surrey) war eine britische Harfenistin, die zu den Mitbegründern des BBC Symphony Orchestra gehörte und diesem mehr als 50 Jahre lang angehörte.

## Leben
Sidonie Goossens stammte aus einer bedeutenden Musikerfamilie Londons: Ihr Großvater Eugène Goossens war belgischer Herkunft und arbeitete ab 1873 in London als Operndirigent, ihr Vater Eugène Goossens (1867–1958) war ebenfalls Operndirigent in London. Ihr Bruder Sir Eugène Aynsley Goossens (1893–1962) war ebenfalls ein bekannter Dirigent sowie ein erfolgreicher Komponist, ihr Bruder Léon Goossens (1897–1988) einer der berühmtesten Oboisten der Welt und ihre Schwester Marie Goossens (1894–1991) wie sie Harfenistin.
Schon im Alter von 16 Jahren trat sie öffentlich auf. Im Jahr 1921 wurde sie als erste Frau Mitglied des London Symphony Orchestra. 1924 war sie die erste Harfenistin, deren Solo-Auftritt im Radio gesendet wurde, und 1936 hatte sie als erste Harfenistin einen Auftritt im Fernsehen.
Sidonie Goossens gehörte 1930 zu den Mitbegründern des BBC Symphony Orchestra; sie wurde von Adrian Boult zur 1. Harfenistin ernannt und gehörte dem Orchester in der Folge 50 Jahre lang an (1930–1980). Sie heiratete den Leiter des Orchesters und Komponisten Hyam Greenbaum.
1980, im Jahr des 50-jährigen Bestehens des Orchesters, beendete Goossens ihre musikalische Karriere.
Ihren letzten öffentlichen Auftritt hatte sie im September 1991 im Alter von 91 Jahren bei der Last Night of the Proms, wobei sie die Opernsängerin Dame Gwyneth Jones in ihrem eigenen Arrangement des Liedes "The Last Rose of Summer" begleitete. Damals war Goossens die älteste Person, die jemals bei den Proms aufgetreten ist.
Sidonie Goossens starb am 15. Dezember 2004 im Alter von 105 Jahren; Nachrufe erschienen weltweit in den großen Zeitungen.

## Auszeichnungen und Ehrungen
Im Jahr 1974 wurde Goossens durch Aufnahme in den britischen Orden Order of the British Empire als Member of the Order of the British Empire (MBE) geehrt. Die nächsthöhere Stufe der Auszeichnung, Officer of the Order of the British Empire (OBE), wurde ihr im Jahr 1980 verliehen. Anlässlich ihres 100. Geburtstags im Jahr 1999 wurden ihr zu Ehren mehrere Konzerte in London gegeben, unter anderem in der Wigmore Hall.